# Cal Cinto (Castellcir)
Cal Cinto és una casa antiga del poble de Castellcir, en el terme municipal del mateix nom, a la comarca del Moianès.
Està situada a l'extrem de ponent del Carrer de l'Amargura. És la segona casa que es troba a migdia en entrar en el poble, al costat de Cal Pastor.
Durant molts anys hi havia un restaurant, que el 2011 estava en remodelació per tal de tornar a oferir aquest servei.